# Eino Oksanen
Eino „Eikka“ Ilmari Oksanen (* 7. Mai 1931 in Jyväskylä; † 10. August 2022 in Helsinki) war ein finnischer Leichtathlet, der zwischen 1959 und 1962 dreimal den traditionsreichen Boston-Marathon gewinnen konnte.

## Sportliche Laufbahn
1955 stellte Oksanen in Barcelona einen Weltrekord über 20 Meilen auf der Bahn auf. Ein Jahr später nahm er in Melbourne erstmals an den Olympischen Spielen teil und belegte im Marathonlauf den zehnten Platz. Bei den nationalen Marathonmeisterschaften im selben Jahr in Pieksämäki kam Oksanen auf den zweiten Platz. Der Sieger Paavo Kotila hatte in diesem Lauf eine neue Weltbestzeit aufgestellt. 1959 gewann er das erste Mal den Boston-Marathon mit einer Siegerzeit von 2:22:42 Stunden. Weitere Siege in Boston sollten 1961 und 1962 folgen, wobei er bei diesen Läufen seine Zeit von 1959 nicht mehr unterbieten konnte. 1960 wurde Oksanen das einzige Mal finnischer Marathonmeister und nahm später an den Olympischen Spielen in Rom teil, wo er allerdings nur auf den 24. Platz kam. Auch bei den Europameisterschaften 1962 in Belgrad (Platz 12) und bei seinen dritten Olympischen Spielen 1964 in Tokio (Platz 13) konnte er nicht unter die ersten Zehn laufen. 1964 hatte er sich mit 33 Jahren seine zweite finnische Meisterschaft geholt, diesmal aber durch einen Sieg auf der 10 000-Meter-Distanz.
Oksanen war 1,72 Meter groß und wog zu seiner Zeit als Aktiver etwa 64 bis 67 Kilogramm. Er gehörte dem Polizeiverein Helsingin Poliisi-Voimailijat aus Helsinki an.

## Erfolge
- Weltrekord über 20 Meilen Bahnlauf (28. November 1955 in Barcelona) in 1:45:28,0 Minuten
- Sieger Boston-Marathon 1959, 1961 und 1962
- Finnischer Meister 1960 (Marathon) und 1964 (10 000 Meter)
- Finnischer Vizemeister 1956 (Marathon)

## Persönliche Bestleistungen
- 1500-Meter-Lauf: 3:58,0 min (28. Juli 1964 in Helsinki – damaliger WR: 3:35,6 min von Herb Elliott)
- 5000-Meter-Lauf: 14:23,2 min (27. August 1964 in Helsinki – damaliger WR: 13:35,0 min von Wladimir Kuz)
- 10.000-Meter-Lauf: 29:40,8 min (2. August 1964 in Kouvola – damaliger WR: 28:15,6 min von Ron Clarke)
- 20.000-Meter-Lauf: 1:01:55,8 h (3. September 1964 in Jyväskylä – damaliger WR: 59:28,6 min von William Baille)
- Marathonlauf: 2:18:51,0 h (12. August 1956 in Pieksämäki – damalige WBZ: 2:18:04,8 h von Paavo Kotila im selben Rennen)